# Джокер (графічний роман)
«Джокер» (англ. Joker) — графічний роман, який написав Браян Аззарелло та проілюстрував Лі Бермейо, що вийшов у DC Comics 2008 року. 

## Історія публікації
Аззарелло і Бермейо раніше працювали над подібним сюжетом, коли створювали комікс «Лекс Лютор: Людина зі сталі», і «Джокер» виплив із дискусії про закінчення проєкту і отримав зелене світло від редактора DC Дена ДіДіо на наступний день. Початковим задумом було відобразити зв'язок між коміксами, назвавши комікс «Джокер: Темний лицар», але це виглядало надто схожим на назву фільму «Темний лицар», тому назву було скорочено. Коли письменника запитали, чи йому більше подобається писати про лиходіїв, він відповів «Я один з них. Я не належу до героїв.»

## Критика
«Джокер» отримав переважно позитивні відгуки. На IGN зроблено висновок, що «Джокер Браяна Аззарелло і Лі Бермейо дуже хвилююча і нервова робота, літературне досягнення, гідне стати поруч з «Убивчим жартом» Алана Мура, як одна з небагатьох успішних спроб зазирнути під поверхню психіки Джокера.»

### Reviews
- Відгук [Архівовано 10 липня 2016 у Wayback Machine.] на Comic Book Resources
- Best Shots Extra: Joker [Архівовано 25 серпня 2012 у Wayback Machine.], Newsarama
- Graphic novel slugfest [Архівовано 4 березня 2016 у Wayback Machine.], Comics Bulletin